# Championnat du Guipuscoa de trainerillas
 (mai 2023).
Le Championnat du Guipuscoa de trainerillas (Campeonato de Guipúzcoa de Trainerillas en castillan, Gipuzkoako Trainerilla Txapelketa en basque) est une compétition d'aviron qui se déroule tous les ans depuis [Quand ?] entre les trainerillas des clubs d'aviron fédérés de Guipuzcoa, organisée par la Fédération de guipuzcoa d'Aviron.

## Palmarès
| Année |          |             |             |
| ----- | -------- | ----------- | ----------- |
| ...   | ?        |             |             |
| 1985  | Orio     |             |             |
| ...   | ?        |             |             |
| 1989  | Fortuna  |             |             |
| ...   | ?        |             |             |
| 1991  | Orio     |             |             |
| 1992  | Orio     |             |             |
| 1993  | Orio     |             |             |
| 1994  | Orio     |             |             |
| 1995  | Orio     |             |             |
| 1996  | Orio     |             |             |
| ...   | ?        |             |             |
| 2006  | Orio     | Hondarribia | Zarautz     |
| 2007  | Zarautz  | Hondarribia | Orio        |
| 2008  | Zarautz  | Orio        | San Juan    |
| 2009  | Orio     | Zarautz     | Hondarribia |
| 2010  | Orio     | San Pedro   | Zumaia      |
| 2011  | San Juan | Hondarribia | San Pedro   |